# Iglesia de Santa María Magdalena (Jaén)
La iglesia de la Magdalena, situada en la ciudad española de Jaén, es una de las más antiguas de la misma, ya que fue construida a principios del siglo XVI, sobre una antigua mezquita, a su vez construida sobre un culto ancestral anterior. En este templo reside la Antigua e Ilustre Cofradía del Santísimo Cristo de la Clemencia, Nuestro Padre Jesús de la Caída, Santa María Magdalena y María Santísima del Mayor Dolor, que realiza si estación de penitencia en el Martes Santo de la Semana Santa de Jaén.

## Localización
Se encuentra situado en la Plaza de la Magdalena, frente al nacimiento de agua, donde se encuentran muestras destinadas al Museo Provincial, en el que se sitúa la gran leyenda popular de la ciudad, Lagarto de la Malena.

## Historia
Su origen esta en una primitiva mezquita fundada en el siglo VIII por Abderramán II, de la cual aún se conservan las cuatro naves y el patio. Conserva unos arcos de herradura y otros de medio punto. En los muros pueden verse pinturas representando reyes cristianos y alguna lápida. En el interior hay una puerta de acceso de doble hoja que mando construir el obispo Diego Tavera Ponce de Léon, en 1555.

## Arquitectura

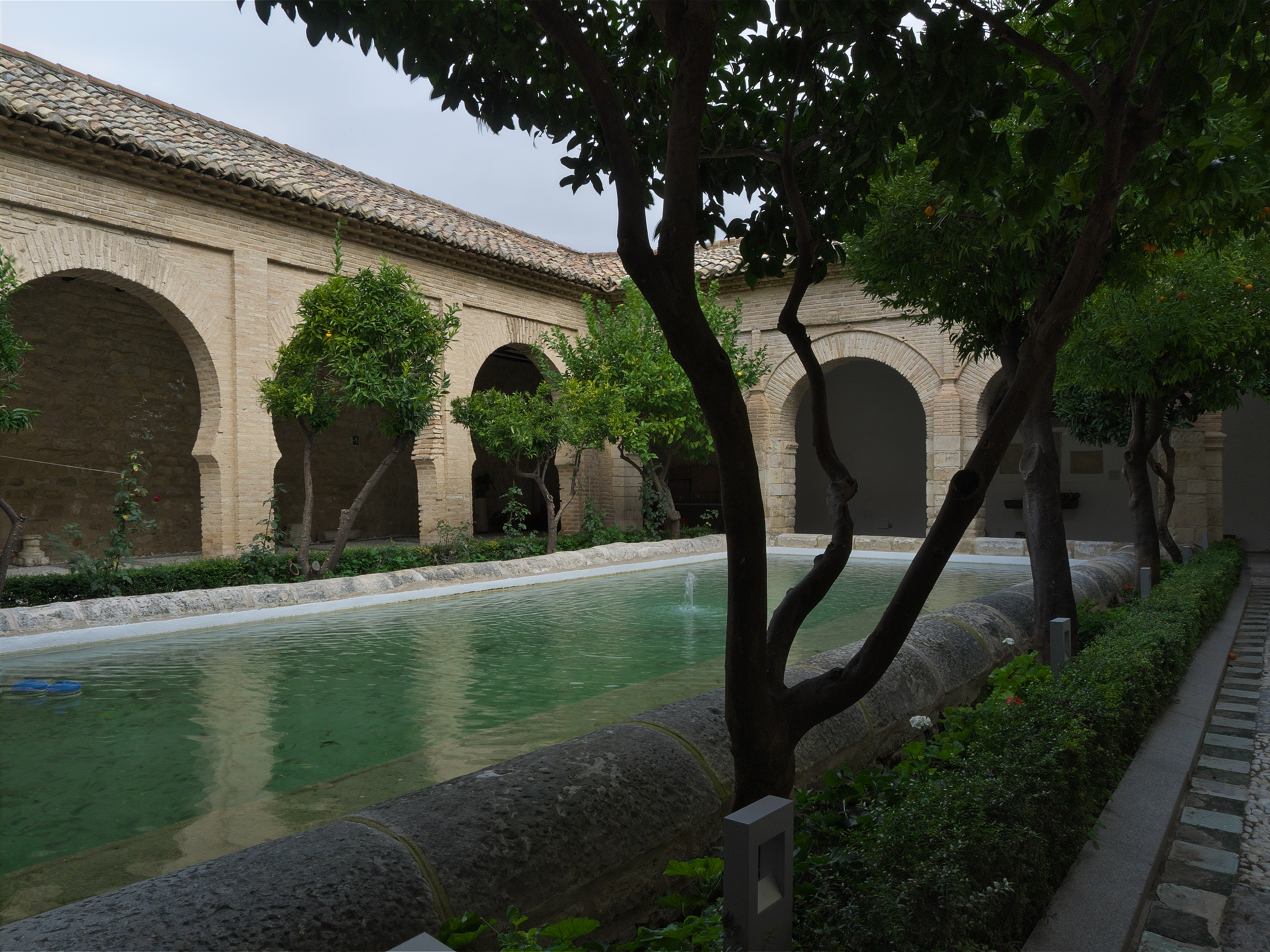
Antiguo patio de abluciones de la mezquita

Posee cuatro naves divididas por pilares y arcos apuntados. Su planta es cuadrada irregular y su estilo está muy entremezclado. En su fachada de estilo gótico isabelino destaca la imagen de la Magdalena y a su lado la torre del campanario, antiguo alminar. La iglesia ha sido restaurada en diversas épocas, siendo su imagen actual la de la última restauración, realizada a partir de 1972, de la que existe amplia documentación.

## Patrimonio
Entre los bienes muebles que atesora el templo podemos citar el relieve del antiguo retablo del Corpus Christi. Se trata de una pieza que representa el Calvario y que los historiadores atribuyen a Jacobo Florentino o Jerónimo Quijano.